# Phyllachora micropeltoidea
Phyllachora micropeltoidea är en svampart som beskrevs av Petr. 1955. Phyllachora micropeltoidea ingår i släktet Phyllachora och familjen Phyllachoraceae.   Inga underarter finns listade i Catalogue of Life.